# Joanna Żółkowska

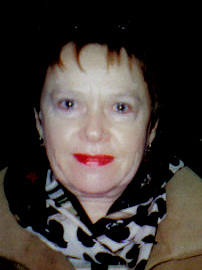
Joanna Żółkowska

Joanna Żółkowska (sinh ngày 6 tháng 3 năm 1950 tại Warsaw) là một diễn viên người Ba Lan.

## Đời tư
Chồng trước của Joanna Żółkowska là một đạo diễn kiêm diễn viên. Hiện bà đã tái hôn với đạo diễn kiêm nhà biên kịch Robert Gliński.

## Thành tích nghệ thuật

### Diễn viên
- Siedemset siedemdziesiąt siedem, 1972[1]
- Szklana kula, 1972[2]
- Illuminacja (Illumination), 1972[3]
- Obszar zamknięty, 1973[4]
- Strach, 1975
- Smuga cienia (The Shadow Line), 1976
- Barwy ochronne (Camouflage), 1977
- Lalka (sê-ri phim truyền hình), 1978
- Najdłuższa wojna nowoczesnej Europy (sê-ri phim truyền hình), 1979-1981
- Prom do Szwecji, 1979
- Golem, 1979
- 07 zgłoś się, 1981
- W wannie, 1981
- Wojna światów - Następne stulecie, 1981
- Papkin - sztuka aktorska, 1982
- Popielec, 1982
- Cesarskie cięcie (Caesarean Section), 1987
- Wielkie oczy, 1987
- Kawalerki, 1989
- Sceny nocne, 1989
- Janka, 1989
- Superwizja, 1990
- Rozmowy kontrolowane (Controlled Conversations), 1991
- Balanga, 1993
- Spółka rodzinna (series), 1994
- Młode wilki, 1995
- Kamień na kamieniu, 1995
- Dom, 1995
- Matka swojej matki, 1996
- Ja, Malinowski, 1999
- Na koniec świata, 1999
- Dom, 2000
- Temida jest kobietą, czyli historie zapożyczone od Guy de Maupassanta, 2000
- Klan (sê-ri phim truyền hình), 1997-nay
- Zróbmy sobie wnuka, 2003
- Długi weekend, 2004

### Kịch bản phim
- Matka swojej matki, 1996
- Na koniec świata, 1999